# Westminster (Maryland)
Westminster város az Amerikai Egyesült Államok Maryland államában, Carroll megyében, melynek megyeszékhelye. Lakosainak száma 20 126 fő (2020. április 1.).

## Népesség
A település népességének változása:

| 2010 | 18 590 |
| 2020 | 20 126 |